# Pasir Mas
Pasir Mas is een stad en gemeente (majlis daerah; district council) in de Maleisische deelstaat Kelantan.
De gemeente telt 181.000 inwoners en is de hoofdplaats van het gelijknamige district.